# Ambt Montfort
Ambt Montfort, (limburgisch Amb Mofert) war eine Gemeinde in der niederländischen Provinz Limburg.
Sie entstand 1991 durch die Zusammenlegung der bis dahin selbstständigen Gemeinden Montfort, Posterholt und Sint Odiliënberg. Von 1991 bis 1994 trug die Gemeinde den Namen Posterholt, danach führte sie den Namen Ambt Montfort. Mit Wirkung vom 1. Januar 2007 wurde sie nach Roerdalen eingemeindet.

## Ortsteile
Die Gemeinde bestand aus acht Ortsteilen. Der Sitz der Verwaltung lag im Ortsteil Sint Odiliënberg. In den acht Orten leben 10.909 Einwohner (Stand: 31. Dezember 2006). Sie erstrecken sich über eine Fläche von 44,28 km².

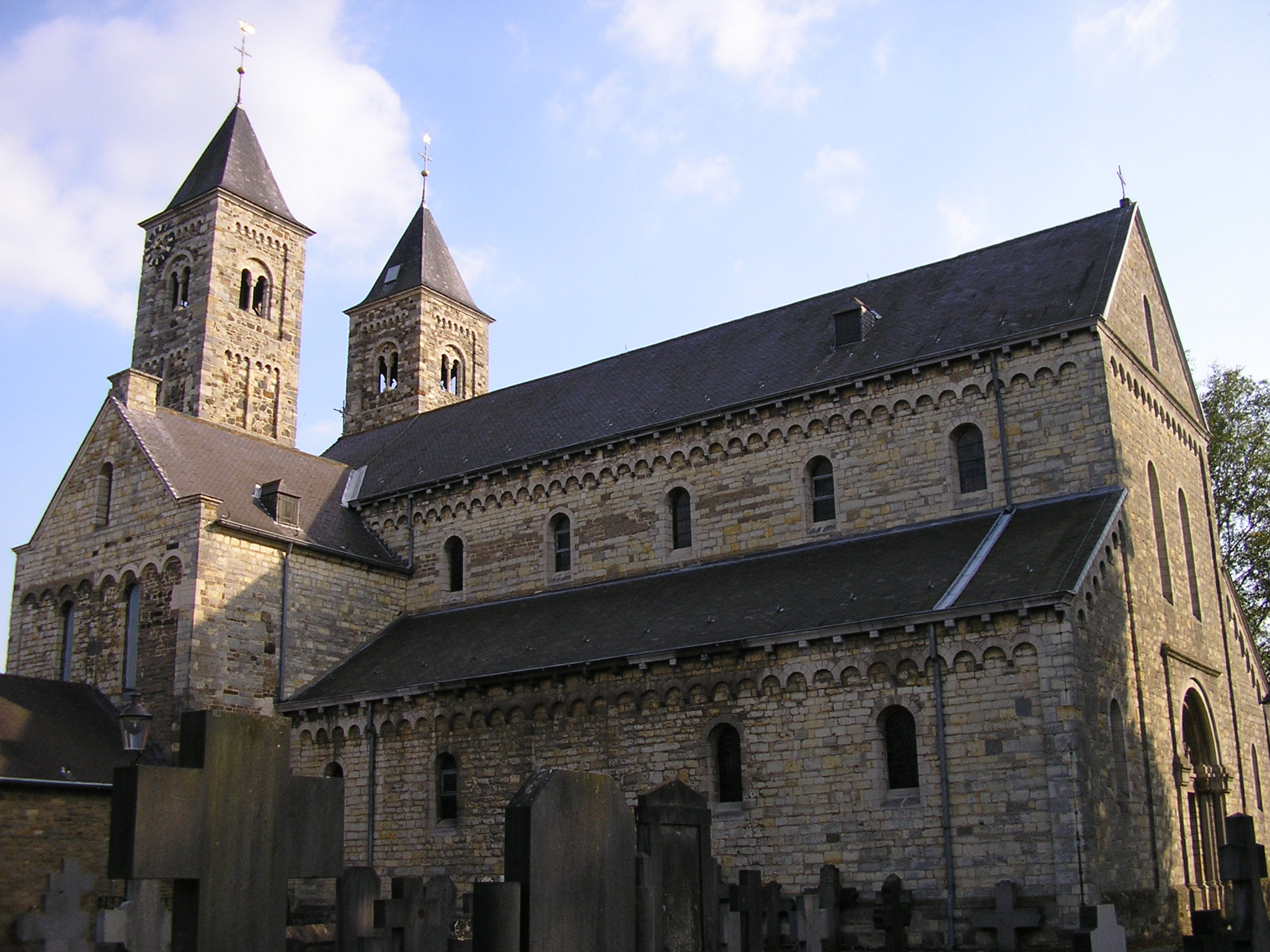
Basilika Sint Odiliënberg

- Aan de Berg
- Holst
- Lerop
- Montfort
- Paarlo
- Posterholt
- Reutje
- Sint Odiliënberg

## Politik

### Sitzverteilung im Gemeinderat
Bis zur Auflösung der Gemeinde ergab sich seit ihrer Gründung folgende Sitzverteilung:
| Partei         | Sitze | Sitze | Sitze | Sitze |
| Partei         | 1990  | 1994  | 1998  | 2002  |
| -------------- | ----- | ----- | ----- | ----- |
| Lijst Nissen   | 3     | 4     | 4     | 5     |
| Jongerenlijst  | 2     | 3     | 3     | 4     |
| Aktief Berg    | —     | 3     | 3     | 3     |
| Samen Verder   | 2     | 2     | 2     | 2     |
| Burgerbelangen | 3     | 2     | 3     | 1     |
| CDA            | 1     | 1     | 0     | —     |
| VVD            | —     | —     | 0     | —     |
| Lijst Wolters  | 3     | —     | —     | —     |
| PvdA           | 1     | —     | —     | —     |
| Gesamt         | 15    | 15    | 15    | 15    |

### Bürgermeister
Letzter Bürgermeister vor der Eingemeindung war Henk Evers.

## Städtepartnerschaften
- Bad Endbach, Deutschland

## Söhne und Töchter der Stadt
- Jos Verstappen (* 1972), Automobilrennfahrer